# Bonthainiella fasciata
Bonthainiella fasciata är en stekelart som beskrevs av Heinrich 1934. Bonthainiella fasciata ingår i släktet Bonthainiella och familjen brokparasitsteklar. Inga underarter finns listade.